# 104. østlige længdekreds
Den 104. østlige længdekreds (eller 104 grader østlig længde) er en længdekreds, der ligger 104 grader øst for nulmeridianen. Den løber gennem Ishavet, Asien, det Indiske Ocean, det Sydlige Ishav og Antarktis.